# Chiquilistlán
Chiquilistlán är en ort i Mexiko.   Den ligger i kommunen Chiquilistlán och delstaten Jalisco, i den centrala delen av landet, 500 km väster om huvudstaden Mexico City. Chiquilistlán ligger 1 665 meter över havet och antalet invånare är 3 683.
Terrängen runt Chiquilistlán är huvudsakligen kuperad, men söderut är den bergig. Runt Chiquilistlán är det glesbefolkat, med 13 invånare per kvadratkilometer. Närmaste större samhälle är Cocula, 18,3 km norr om Chiquilistlán. I omgivningarna runt Chiquilistlán växer huvudsakligen savannskog.